# Кененський сільський округ
Кене́нський сільський округ (каз. Кенен ауылдық округі, рос. Кененский сельский округ) — адміністративна одиниця у складі Кордайського району Жамбильської області Казахстану. Адміністративний центр та єдиний населений пункт — село Кенен.
Населення — 2269 осіб (2021; 2496 у 2009, 2177 у 1999, 2403 у 1989).
Станом на 1989 рік існувала Кененська сільська рада (села Белашово, Кенен). 1997 року Музбельська сільська адміністрація (село Музбел) передано до складу Кененського сільського округу. 2001 року село Музбел передано до складу Алгинського сільського округу.

## Склад
До складу округу входять такі населені пункти:
| Населений пункт | Старі назви | Населення, осіб (1989) | Населення, осіб (1999) | Населення, осіб (2009) | Населення, осіб (2021) |
| --------------- | ----------- | ---------------------- | ---------------------- | ---------------------- | ---------------------- |
| Белашово, село  | -           | 138                    | -                      | -                      | -                      |
| Кенен, село     | -           | 2265                   | 2177                   | 2496                   | 2269                   |